# Pyrinia helvaria
Pyrinia helvaria är en fjärilsart som beskrevs av Herrich-Schäffer 1853. Pyrinia helvaria ingår i släktet Pyrinia och familjen mätare. Inga underarter finns listade.